# Mutsandra, Tumkur
Mutsandra là một làng thuộc tehsil Tumkur, huyện Tumkur, bang Karnataka, Ấn Độ.